# Paranoid Android
"Paranoid Android" là ca khúc của ban nhạc alternative rock người Anh Radiohead, nằm trong album phòng thu thứ ba của họ năm 1997 OK Computer. Phần ca từ mang màu sắc u ám được chủ yếu viết bởi trưởng nhóm Thom Yorke, bắt nguồn từ một trải nghiệm bất ngờ của anh trong một quán bar ở Los Angeles. Dài hơn 6 phút và bao gồm 4 đoạn khác biệt, người ta dễ dàng nhận ra ca khúc này bị ảnh hưởng từ những sáng tác "Happiness Is a Warm Gun" của The Beatles và "Bohemian Rhapsody" của Queen. "Paranoid Android" được lấy theo tên của nhân vật Marvin the Paranoid Android trong tác phẩm The Hitchhiker's Guide to the Galaxy của Douglas Adam.
"Paranoid Android" được chọn làm đĩa đơn đầu tiên của album OK Computer, và có được vị trí số 3 tại UK Albums Chart. Cùng với album OK Computer, ca khúc nhận được rất nhiều đánh giá tích cực về chuyên môn. Ca khúc được nằm trong nhiều danh sách những bài hát xuất sắc nhất mọi thời đại, trong đó có cả "500 bài hát vĩ đại nhất" của tạp chí Rolling Stone. Phần video âm nhạc được thiết kế hoạt họa, đạo diễn bởi Magnus Carlsson, trình chiếu rộng rãi qua kênh MTV, cho dù kênh truyền hình này tại Mỹ phải cắt bớt một số hoạt cảnh có chứa hình ảnh khỏa thân. Kể từ ngày phát hành, ca khúc đã được hát lại bởi vô số nghệ sĩ với mọi phong cách khác nhau.
Năm 2008, ca khúc này được đưa vào tuyển tập Radiohead: The Best Of của ban nhạc.

## Danh sách ca khúc
Tất cả các ca khúc được sáng tác và biên soạn bởi Thom Yorke, Jonny Greenwood, Ed O'Brien, Colin Greenwood và Phil Selway.
| CD1 (CDODATAS01) 1. "Paranoid Android" – 6:27 2. "Polyethylene (Parts 1 & 2)" – 4:23 3. "Pearly*" – 3:34 CD2 (CDNODATA01) 1. "Paranoid Android" – 6:27 2. "A Reminder" – 3:52 3. "Melatonin" – 2:08 | Đĩa than 7" (CDNODATA01) 1. "Paranoid Android" 2. "Polyethylene (Parts 1 & 2)" CD đĩa đơn tại Nhật (TOCP40038) 1. "Paranoid Android" – 6:26 2. "Polyethylene (Parts 1 & 2)" – 4:22 3. "Pearly*" – 3:33 4. "Let Down" – 4:59 |  |

## Thành phần tham gia sản xuất
- Thom Yorke – hát, guitar acoustic, piano điện tử, laptop.
- Jonny Greenwood – guitar điện, synthesizer dàn dây, mellotron.
- Ed O'Brien – guitar điện, hiệu ứng âm thanh, cabasa, hát nền.
- Colin Greenwood – bass, synth bass, phách.
- Phil Selway – trống, định âm.

## Xếp hạng
| Bảng xếp hạng (1997)  | Vị trí cao nhất |
| --------------------- | --------------- |
| Ultratip Flanders     | 15              |
| UK Singles Chart      | 3               |
| Swedish Singles Chart | 53              |
| Dutch Singles Chart   | 61              |
| ARIA Charts           | 29              |